# Eduard Baltzer
Eduard Baltzer (Hohenleina, 24 ottobre 1814 – Durlach, 24 giugno 1887) è stato un religioso, teologo e scrittore tedesco.
Favorevolmente impressionato dal libro Die naturgemäße Diät, die Diät der Zukunft («La dieta naturale, la dieta del futuro») di Theodor Hahn, Eduard Baltzer fondò nel 1867 a Nordhausen, insieme ad alcuni intellettuali romantici, la Verein für natürliche Lebensweise («Associazione per uno stile di vita naturale»), prima organizzazione vegetariana in Germania.
Nelle sue opere, tra cui Die natürliche Lebensweise («Lo stile di vita naturale»), espose in favore del vegetarianismo ragioni di carattere morale, religioso, salutista, politico e socio-economico.